# Gorice (Czarnogóra)
Gorice (cyr. Горице) – wieś w Czarnogórze, w gminie Bijelo Polje. W 2011 roku liczyła 129 mieszkańców.